# داوینسون سانچز
داوینسون سانچز مینا (اسپانیایی: Davinson Sánchez Mina‎؛ زادهٔ ۱۲ ژوئن ۱۹۹۶) بازیکن فوتبال اهل کلمبیا است  که  برای تیم گالاتاسرای بازی  می کند.

## باشگاهی
از باشگاه‌هایی که در آن بازی کرده‌است می‌توان به اتلتیکو ناسیونال آژاکس و تاتنهام هاتسپر اشاره کرد.

## تیم ملی
وی همچنین در تیم ملی فوتبال کلمبیا بازی کرده‌است.